# Platymetopius signoreti
Platymetopius signoreti är en insektsart som beskrevs av Wagner 1959. Platymetopius signoreti ingår i släktet Platymetopius och familjen dvärgstritar. Inga underarter finns listade i Catalogue of Life.